# کاجون (ادویه)
کاجون (به انگلیسی: Cajun)نوعی ادویه مخلوط است که از ترکیب پودر پاپریکا،  فلفل هندی، زیره آسیاب شده، پودر سیر، پودر آویشن، پونه کوهی و نمک به دست می‌آید. از این ادویه برای طعم دادن به انواع غذاهای دریایی، غذاهای گوشتی، سوپ سبزیجات، کباب ترکی و دیگر کباب‌ها،‌ سبزیجات کبابی، مرینیت کردن گوشت و مرغ و تهیه انواع سس استفاده می‌شود.  